# Daniel Akaka
Daniel Akaka, né le 11 septembre 1924 à Honolulu (territoire d'Hawaï), où il meurt le 6 avril 2018, est un homme politique américain. Membre du Parti démocrate, il est élu d'Hawaï au Congrès des États-Unis de 1977 à 2013, d'abord à la Chambre des représentants, puis au Sénat à partir de 1990. Il est le premier Américain d'origine hawaïenne à siéger à la chambre haute fédérale.

## Biographie

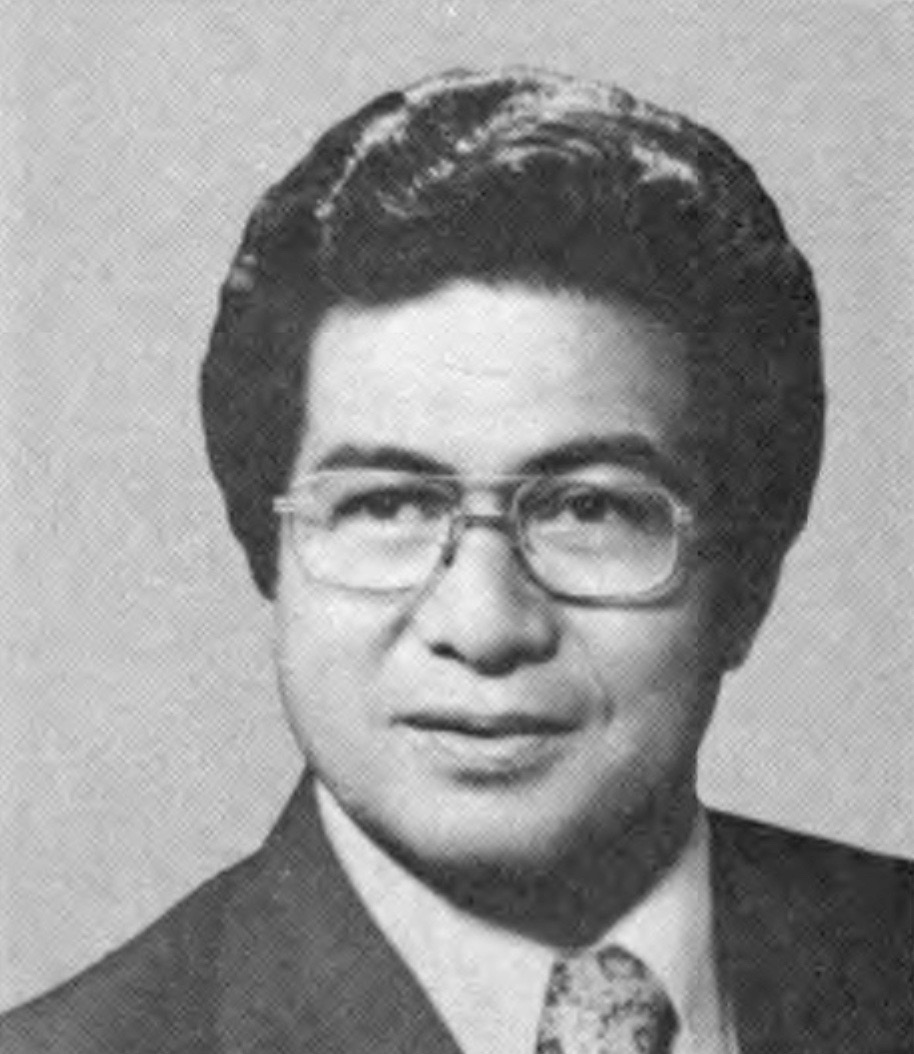
Daniel Akaka en 1977.

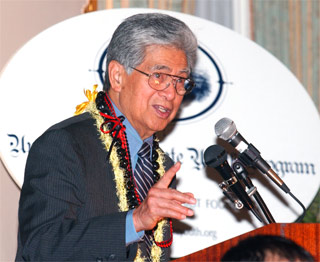
Akaka en 2005.

Durant la Seconde Guerre mondiale, il sert dans le corps du génie de l'armée américaine. Daniel Akaka est diplômé en éducation de l'université d'Hawaï. En 1976, il est élu à la Chambre des représentants des États-Unis et sera élu à sept reprises.
En avril 1990, Akaka est nommé au Sénat des États-Unis par le gouverneur John Waihee (en) pour continuer le mandat du sénateur Spark Matsunaga, décédé. Lors des élections de 1990, il est élu pour terminer le mandat du sénateur Matsunaga, défaisant la représentante fédérale Pat Saiki, candidate du Parti républicain. Il est réélu en 1994 pour un mandat complet, ainsi qu'à nouveau en 2000.
À l'occasion des élections de 2006, il est réélu sénateur pour un dernier mandat, gagnant la primaire démocrate contre Ed Case par 55 % des voix face à 45 %. En mars 2011, Akaka annonce qu'il ne se représentera pas en 2012.
Akaka est membre entre autres du comité d'éthique du Sénat, du comité des Forces armées et du comité des Affaires indiennes.

### Famille
Marié, Daniel Akaka est père de cinq enfants, quatorze fois grand-père et une fois arrière-grand-père.

## Résultats électoraux

### Chambre des représentants des États-Unis
| Année | Daniel Akaka | Républicain | Libertarien | Populaire | Indépendant |
| ----- | ------------ | ----------- | ----------- | --------- | ----------- |
| Année |              |             |             |           |             |
| 1976  | 79,51 %      | 15,32 %     | 1,41 %      | 1,54 %    | 2,22 %      |
| 1978  | 85,73 %      | 11,38 %     | 2,89 %      | —         | —           |
| 1980  | 89,90 %      | —           | 10,10 %     | —         | —           |
| 1982  | 89,23 %      | —           | 4,63 %      | —         | 6,13 %      |
| 1984  | 82,18 %      | 14,63 %     | 3,19 %      | —         | —           |
| 1986  | 76,05 %      | 21,72 %     | 2,22 %      | —         | —           |
| 1988  | 88,94 %      | —           | 11,06 %     | —         | —           |